# Johan Sjöberg
Johan Sjöberg (* 10. November 1980 in Borås) ist ein ehemaliger schwedischer Fußballspieler. Der Abwehrspieler gewann 2006 mit IF Elfsborg den schwedischen Meistertitel, musste aber im Alter von 30 Jahren verletzungsbedingt seine aktive Laufbahn beenden.

## Werdegang
Sjöberg begann mit dem Fußballspielen bei Mariedals IK, ehe er in die Jugend von IF Elfsborg wechselte. Für den Klub aus seiner Heimatstadt Borås lief er in der Allsvenskan auf und konnte sich Anfang des Jahrtausends als Stammkraft in der Abwehr etablieren. Zeitweise war er Mannschaftskapitän des südwestschwedischen Klubs. In der Spielzeit 2006, in der er mit seiner Mannschaft den Lennart-Johansson-Pokal für die schwedische Landesmeisterschaft gewann, kam er verletzungsbedingt nur zu fünf Saisoneinsätzen. Nachdem er aufgrund der Verletzungspause seinen Stammplatz verloren hatte, verließ er im Sommer des folgenden Jahres den Klub auf Leihbasis zu Fredrikstad FK. In der Tippeligaen gehörte er zu den Stammkräften des Klubs, kehrte aber am Ende der Leihfrist nach Schweden zurück.
Nach seiner Rückkehr zu IFE gehörte Sjöberg weiterhin nur zu den Ergänzungsspielern und saß meistens auf der Ersatzbank, ohne eingewechselt zu werden. Nachdem er längere Zeit ohne Spieleinsatz geblieben war, wechselte er im Juni 2009 auf Leihbasis zum Ligarivalen Örgryte IS, um dem seinerzeitigen Tabellenletzten im Abstiegskampf zu helfen. Dem Klub konnte er jedoch lediglich in zwei Partien unterstützen, da er sich über Magenschmerzen beklagte und Ende August ein Tumor festgestellt wurde.
Nach dem Ende seiner Leihfrist kehrte Sjöberg zu IF Elfsborg zurück und krönte sein Comeback in einem Vorbereitungsspiel mit einem Torerfolg. Kurze Zeit später wieder verletzt, feierte er im August 2010 in der Reservemannschaft sein Comeback, für die er in der Folge auflief. Sein angeschlagenes Knie erwies sich jedoch als nicht belastbar, ein Auflaufen in der Allsvenskan war nicht möglich. Im Sommer 2011 erklärte er daraufhin sein Karriereende, blieb aber in administrativer Tätigkeit dem Klub verbunden.